# نورس عاجي
نورس عاجي (الاسم العلمي: Pagophila eburnea) (بالإنجليزية: Ivory gull)‏ هو نوع من الطيور يتبع جنس النورس المحب للثلج من الفصيلة النورسية.